# Disterigma elassanthum
Disterigma elassanthum är en ljungväxtart som beskrevs av Joseph Blake. Disterigma elassanthum ingår i släktet Disterigma och familjen ljungväxter. Inga underarter finns listade i Catalogue of Life.